# Quesada gigas
La cigarra gigante (Quesada gigas), también conocido como cigarra común, chicharra grande, coyoyo, coyuyo o cocoa, es un insecto hemíptero de la familia Cicadidae, extendido por el centro, noroeste y noreste de Argentina, así como por la mayoría del continente, hasta Venezuela y México Es una de las dos especies del género Quesada.

## Descripción
Su morfología está definida por un cuerpo robusto y coloreado en una gama de colores que comprende el amarillo, el verde, el naranja, el rojo y el negro, lo cual le permite ocultarse entre las hojas de los árboles en los que suele habitar. Poseen dos pares de alas membranosas, dos anteriores de mayor tamaño translúcidas, grandes y expuestas que cubren y protegen dos más pequeñas cuando el insecto está posado. Son insectos de vuelo corto, con que se desplazan de árbol en árbol.
Poseen un par de ojos salientes, tres ocelos u ojos simples y un par de antenas.
Durante los días de intenso calor, en los meses estivales, estos insectos emiten un canto característico con sonoridad de timbre; se trata de los coyuyos machos que cortejan de ese modo a las hembras, con fines reproductivos. El órgano productor de sonido, que consta de membranas quitinosas llamadas timbales y de sacos con aire que funcionan como cajas de resonancia, se encuentra en la base del abdomen de los machos, puesto que las hembras de la especie carecen del mismo. También cumple este canto la función de ahuyentar enemigos o congregar a otros machos de la especie, lo cual se ve reflejado en el modo constante o interrumpido en que el sonido es emitido.